# 잔혹한 앵글의 로망스
"잔혹한 앵글의 로망스"는 한국에서 제작된 고락중 감독의 2012년 미스터리, 멜로/로맨스 영화이다. 한기윤 등이 주연으로 출연하였다.

## 출연

### 주연
- 한기윤
- 미나